# Puchar Interkontynentalny w Lekkoatletyce 2018 – sztafeta 4 × 100 m mężczyzn
Sztafeta 4 × 100 metrów mężczyzn – jedna z konkurencji biegowych rozgrywana w ramach lekkoatletycznyego pucharu interkontynentalnego na Stadionie miejskim w Ostrawie-Witkowicach.

## Terminarz
Źródło: worldathletics.org.
| Data       | Godzina |
| ---------- | ------- |
| 8 września | 17:56   |

## Rekordy
Tabela prezentuje rekord świata, rekord pucharu interkontynentalnego, rekordy kontynentów oraz najlepszy wynik na listach światowych w sezonie 2018 przed rozpoczęciem mistrzostw.
|                                     | Zawodnik                                                                                 | Wynik | Miejsce        | Data                  |
| ----------------------------------- | ---------------------------------------------------------------------------------------- | ----- | -------------- | --------------------- |
| Rekord świata                       | Jamajka · (Nesta Carter, Michael Frater, Yohan Blake, Usain Bolt)                        | 36,84 | Londyn         | 11 sierpnia 2012(dts) |
| Rekord pucharu interkontynentalnego | Stany Zjednoczone · (Kaaron Conwright, Wallace Spearmon, Tyson Gay, Jason Smoots)        | 37,59 | Ateny          | 16 września 2006(dts) |
| Listy światowe                      | Wielka Brytania · (Chijindu Ujah, Zharnel Hughes, Adam Gemili, Nethaneel Mitchell-Blake) | 37,61 | Londyn         | 22 lipca 2018(dts)    |
| Rekord Afryki                       | Nigeria · (Osmond Ezinwa, Olapade Adeniken, Francis Obikwelu, Davidson Ezinwa)           | 37,94 | Ateny          | 9 sierpnia 1997(dts)  |
| Rekord Azji                         | Japonia · (Ryōta Yamagata, Shōta Iizuka, Yoshihide Kiryū, Asuka Cambridge)               | 37,60 | Rio de Janeiro | 19 sierpnia 2016(dts) |
| Rekord Ameryki Północnej            | Jamajka · (Nesta Carter, Michael Frater, Yohan Blake, Usain Bolt)                        | 36,84 | Londyn         | 11 sierpnia 2012(dts) |
| Rekord Ameryki Południowej          | Brazylia · (Vicente de Lima, Édson Ribeiro, André da Silva, Claudinei da Silva)          | 37,90 | Sydney         | 30 września 2000(dts) |
| Rekord Europy                       | Wielka Brytania · (Chijindu Ujah, Adam Gemili, Daniel Talbot, Nethaneel Mitchell-Blake)  | 37,47 | Londyn         | 12 sierpnia 2017(dts) |
| Rekord Australii i Oceanii          | Australia · (Paul Henderson, Tim Jackson, Steve Brimacombe, Damien Marsh)                | 38,17 | Göteborg       | 12 sierpnia 1995(dts) |
| Rekord Australii i Oceanii          | Australia · (Anthony Alozie, Isaac Ntiamoah, Andrew McCabe, Josh Ross)                   | 38,17 | Londyn         | 10 sierpnia 2012(dts) |

## Rezultaty
Źródło: worldathletics.org.
| Pozycja | Tor | Drużyna        | Zawodnicy                                                            | Czas  | Punkty | Uwagi |
| ------- | --- | -------------- | -------------------------------------------------------------------- | ----- | ------ | ----- |
| 1.      | 5   | Ameryka        | Michael Rodgers, Noah Lyles, Yohan Blake, Tyquendo Tracey            | 38,05 | 8      |       |
| 2.      | 4   | Europa         | Emre Zafer Barnes, Jak Ali Harvey, Yiğitcan Hekimoğlu, Ramil Guliyev | 38,96 | 6      |       |
| 3.      | 3   | Azja i Oceania | Trae Williams, Joseph Millar, Jin Su Jung, Jake Doran                | 39,55 | 4      |       |
| –       | 6   | Afryka         | Henricho Bruintjies, Simon Magakwe, Emile Erasmus, Akani Simbine     | DNF   | 0      |       |

## Klasyfikacja drużynowa
Źródło:
| Miejsce | Drużyna        | Punkty indywidualne | Punkty drużynowe |
| ------- | -------------- | ------------------- | ---------------- |
| 1.      | Ameryka        | 8                   | 8                |
| 2.      | Europa         | 6                   | 6                |
| 3.      | Azja i Oceania | 4                   | 4                |
| 4.      | Afryka         | 0                   | 0                |